# Boletina hopkinsii
Boletina hopkinsii är en tvåvingeart som först beskrevs av Daniel William Coquillett 1895.  Boletina hopkinsii ingår i släktet Boletina och familjen svampmyggor.
Artens utbredningsområde är New Hampshire. Inga underarter finns listade i Catalogue of Life.